# Ely
Ely er en domkirkeby i Cambridgeshire i England, der ligger ca. 23 km fra Cambridge. Med et indbyggertal på 15.102 er byen den tredjemindste domkirkeby (city) i England (efter Wells og City of London) og den sjettemindste i Storbritannien.
Ely ligger ved floden Great Ouse og var en betydningsfuld havneby til det 18. århundrede. Byen har en imponerende katedral, som suverænt er den dominerende bygning i byen. Knud den Store har set den.

## Etymologi
Det siges at navnet Ely kommer fra det engelske ord for ål (eel) og endelsen -y, der betyder "ø", altså Åleøen. Det kan være rigtigt, da Ely lå som en ø i det sumpede fenland (af norrønt fen = sump, mose), der først blev inddæmmet i det 18. århundrede.

## Venskabsbyer
Ely er venskabsby med den danske by Ribe.